# Episodi de L'arca del dottor Bayer (seconda stagione)
La seconda stagione della serie televisiva L'arca del dottor Bayer è stata trasmessa in anteprima in Germania dalla ZDF tra il 23 aprile 1986 e il 25 giugno 1986.
| nº | Titolo originale                | Titolo italiano | Prima TV Germania | Prima TV Italia |
| -- | ------------------------------- | --------------- | ----------------- | --------------- |
| 1  | Mein Hund, mein Freund          |                 | 23 aprile 1986    |                 |
| 2  | Esel Egon                       |                 | 30 aprile 1986    |                 |
| 3  | Ein Schock für Willi            |                 | 7 maggio 1986     |                 |
| 4  | Martha & Co.                    |                 | 14 maggio 1986    |                 |
| 5  | Trauriger Sonntag               |                 | 21 maggio 1986    |                 |
| 6  | Ein relativ kleines Unglück     |                 | 28 maggio 1986    |                 |
| 7  | Dr. Bayers Geheimnis            |                 | 4 giugno 1986     |                 |
| 8  | Angst um Lilli-Blue             |                 | 11 giugno 1986    |                 |
| 9  | Rex braucht Sie                 |                 | 18 giugno 1986    |                 |
| 10 | Ein Unglück kommt selten allein |                 | 25 giugno 1986    |                 |